# 2345 Fučik
A 2345 Fučik (ideiglenes jelöléssel 1974 OS) a Naprendszer kisbolygóövében található aszteroida. Tamara Mihajlovna Szmirnova fedezte fel 1974. július 25-én.